# Народна партія Канади
Народна партія Канади (ППК ) : Народна партія Канади) — федеральна політична партія Канади. Заснована в 2018 році Максимом Берньє, депутатом Палати громад парламенту Канади, невдовзі після його виходу з Консервативної партії Канади. Штаб-квартира партії знаходиться у м. Гатіно, Квебек. Партія виступає із популістськими гаслами. Спостерігачі відносять її до правої частини політичного спектра, навіть до ультраправих.

## Історія

### Заснування та початок

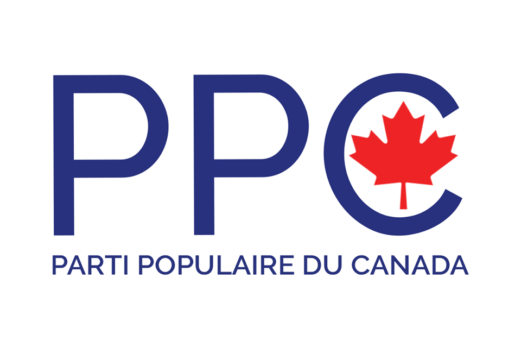
Альтернативний логотип (французькою мовою).

Народну партію Канади заснував 14 вересня 2018 р. колишній федеральний міністр Максим Берньє — колишній кандидат у лідери Консервативної партії у 2017 р., який розчарувався у «надто лівій» позиції партії з низки питань, таких як підтримка управління поставками, імміграція та реформа вирівнювання між провінціями". За його словами, «за останній рік я переконався, що ця партія (консерватори) надто інтелектуально та морально корумпована, щоб її можна було реформувати».
У редакційній статті National Post Берньє заявляє, що головним мотивом створення партії послужило бажання похитнути передвиборний клієнтелізм, що склався в Канаді, вигоду від якого отримували провідні політичні партії. Відповідаючи на питання про організацію своєї партії, Берньє заявив, що він використовуватиме відносно нові інструменти, такі як соціальні мережі.

### Федеральні вибори 2019р.
Партія Максима Берньє вперше взяла участь у передвиборчій кампанії на федеральних виборах 2019 року. Партія отримала 300 000 голосів і трохи більше 1,6 % на національному рівні, не отримавши жодного місця у парламенті. Вибори стали особистою поразкою Берньє, який втратив своє місце у парламенті, яке отримав на попередніх виборах як консервативний кандидат і зберіг, залишивши Консервативну партію.
В 2020 повідомлялося про зближення Максима Берньє і відеооператора Алексіс Коссет-Трюдель, останній двічі давав інтерв'ю Берньє на YouTube-каналі Народної партії Канади . Під час пандемії Covid-19 партія різко критикувала керівництво уряду Джастіна Трюдо.

### Федеральні вибори 2021
На федеральних виборах 2021 року партія отримала понад 800 000 голосів та майже 5 % від загальної кількості голосів, проте не провела жодного депутата до Палати громад.

## Конвой свободи
У 2022 р. партія активно підтримала Конвой свободи, проте це слабко вплинуло її популярність, оскільки найактивнішими прихильниками Конвою зарекомендували себе діячі правого крила Консервативної партії, які до того ж мали широкий доступ до ТБ, радіо і газет.